# Stor-Lungen
Stor-Lungen eller bara Lungen är en sjö i Storfors kommun i Värmland och ingår i Göta älvs huvudavrinningsområde. Sjön är 15,9 meter djup, har en yta på 5,81 kvadratkilometer och befinner sig 112,1 meter över havet. Sjön avvattnas av vattendraget Timsälven (Nordmarksälven).
Stor-Lungen är en del av Bergslagskanalen. Vid Lungsund förbinds Stor-Lungen med Öjevettern.

## Delavrinningsområde
Stor-Lungen ingår i delavrinningsområde (660454-140801) som SMHI kallar för Utloppet av Stor-Lungen. Medelhöjden är 132 meter över havet och ytan är 19,86 kvadratkilometer. Räknas de 73 avrinningsområdena uppströms in blir den ackumulerade arean 786,71 kvadratkilometer. Timsälven (Nordmarksälven) som avvattnar avrinningsområdet har biflödesordning 3, vilket innebär att vattnet flödar genom totalt 3 vattendrag innan det når havet efter 330 kilometer. Avrinningsområdet består mestadels av skog (49 procent). Avrinningsområdet har 5,81 kvadratkilometer vattenytor vilket ger det en sjöprocent på 29,2 procent.